# Tonna lischkeana
Tonna lischkeana is een slakkensoort uit de familie van de Tonnidae. De wetenschappelijke naam van de soort is voor het eerst geldig gepubliceerd in 1857 door Küster.